# إسبيخا دي سان مارسيلينو
إسبيخا دي سان مارسيلينو هي بلدية تقع في مقاطعة سوريا، في منطقة قشتالة وليون، في إسبانيا. يبلغ عدد سكانها 170 نسمة وذلك حسب (المعهد الوطني للإحصاء) سنة 2017. تبلغ مساحتها 72,54 كم مربع، وترتفع عن سطح البحر 1,032 متر.

## تطور السكان
في تعداد عام 2010 بلغ عدد سكان البلدية 194 نسمة، منهم 117 رجلا و77 امرأة. 